# Loxoconcha elegantula
Loxoconcha elegantula is een mosselkreeftjessoort uit de familie van de Loxoconchidae. De wetenschappelijke naam van de soort is voor het eerst geldig gepubliceerd in 1919 door Chapman.